# Farce of the Penguins
Farce of the Penguins es una película directamente a vídeo de 2006, parodia del documental de 2004 March of the Penguins. La película es protagonizada por Samuel L. Jackson, como narrador, con dos personajes principales siendo la voz de Bob Saget, quien también escribió y dirigió la película, y Lewis Black. Cinco de ex coestrellas de Full House (Dave Coulier, Lori Loughlin, John Stamos, Jodie Sweetin, y Scott Weinger) también presentan sus voces en la película. Otras voces adicionales son las de Tracy Morgan, Christina Applegate, James Belushi, Whoopi Goldberg, Dane Cook, Abe Vigoda, Mo'Nique y más.
A pesar de lo que el póster sugiere, Farce of the Penguins no es una película de animación; utiliza material de archivo real de pingüinos. MPAA clasificó la película con una R por omnipresente contenido sexual y lenguaje crudo.

## Elenco
- Samuel L. Jackson como Narrador.
- Bob Saget como Carl.
- Lewis Black como Jimmy.
- Christina Applegate como Melissa.
- Mo'Nique como Vicky.
- Tracy Morgan como Marcus.
- Whoopi Goldberg como Helen.
- Mario Cantone como Sidney.
- Jonathan Katz como Steve the Owl.
- Gilbert Gottfried como el pingüino que grita “I’m freezing my nuts off!”.